# Line Van Wambeke
Line Van Wambeke (* 17. Mai 1979 in Velzeke) ist eine belgische Schauspielerin, die meist unter dem Künstlernamen Lyne Renée dreht.

## Leben
Nach ihrer Ausbildung am Studio Herman Teirlick in Antwerpen arbeitete Line Van Wambeke zunächst 2003 bis 2005 am Theater und spielte darüber hinaus 2005 in der Fernsehserie Kinderen van Dewindt mit. 2006 übernahm sie eine der beiden weiblichen Hauptrollen in der schwarzen Komödie Ober des niederländischen Regisseurs Alex van Warmerdam.
Später siedelte sie nach Los Angeles über und spielte in den beiden englischsprachigen Spielfilmen The Box Collector und The Hessen Affair mit, die jeweils kanadisch-belgischen Koproduktionen waren. In dem Film-noir-Thriller The Hessen Affair spielt sie an der Seite von Billy Zane eine Femme fatale, die die treibende Kraft hinter einem Juwelendiebstahl ist.
2011 zog sie nach London und spielte am Theater. Seitdem war sie in Gastrollen in einigen TV-Serien zu sehen und wirkte in den Videospielen Enemy Front und Dragon Age: Inquisition mit.

## Filmografie
- 2005: Kinderen van Dewindt (Fernsehserie, 12 Episoden)
- 2006: Ober
- 2008: The Box Collector
- 2009: The Hessen Affair
- 2012: Parade’s End – Der letzte Gentleman (Parade’s End, Fernsehserie, 2 Episoden)
- 2012–2013: Strike Back (Fernsehserie, 4 Episoden)
- 2013: Spite & Malice: Rules to Filmmaking
- 2014: Banshee – Small Town. Big Secrets. (Banshee, Fernsehserie, Episode 2x05)
- 2014: Here Lies
- 2016: Madam Secretary (Fernsehserie, 2 Episoden)
- 2016: Madoff (Miniserie)
- 2016: Of Kings and Prophets (Fernsehserie, 4 Episoden)
- 2017: Mercy Street (Fernsehserie, 3 Episoden)
- 2017: The Hippopotamus
- 2017: The Meyerowitz Stories (New and Selected)
- 2018: Deep State (Fernsehserie, 8 Episoden)
- 2018: An L.A. Minute
- 2019: The Gentlemen
- 2020–2022: Motherland: Fort Salem (Fernsehserie)
- 2021: Cash Truck (Wrath of Man)
- 2021–2023: Gossip Girl (Fernsehserie, 7 Episoden)

## Theater
- Dance on my face – Hogeschool Antwerpen / Herman Teirlinck Instituut 2003–2005[1]
- Rap battle – Publiekstheater 2003–2004[1]
- The River Line – Jermyn Street Theatre (London) 2011[2]